# Кох (река)
Кох — река в Мурманской области России. Протекает по территории городского округа Ковдорский район. Соединяет озёра Кохозеро и Каложное.
Длина реки составляет 6,8 км.
Берёт начало в озере Кохозеро на высоте 149,2 м над уровнем моря. Протекает по лесной, болотистой местности. Впадает в озеро Каложное на высоте 144,1 м над уровнем моря.

## Данные водного реестра

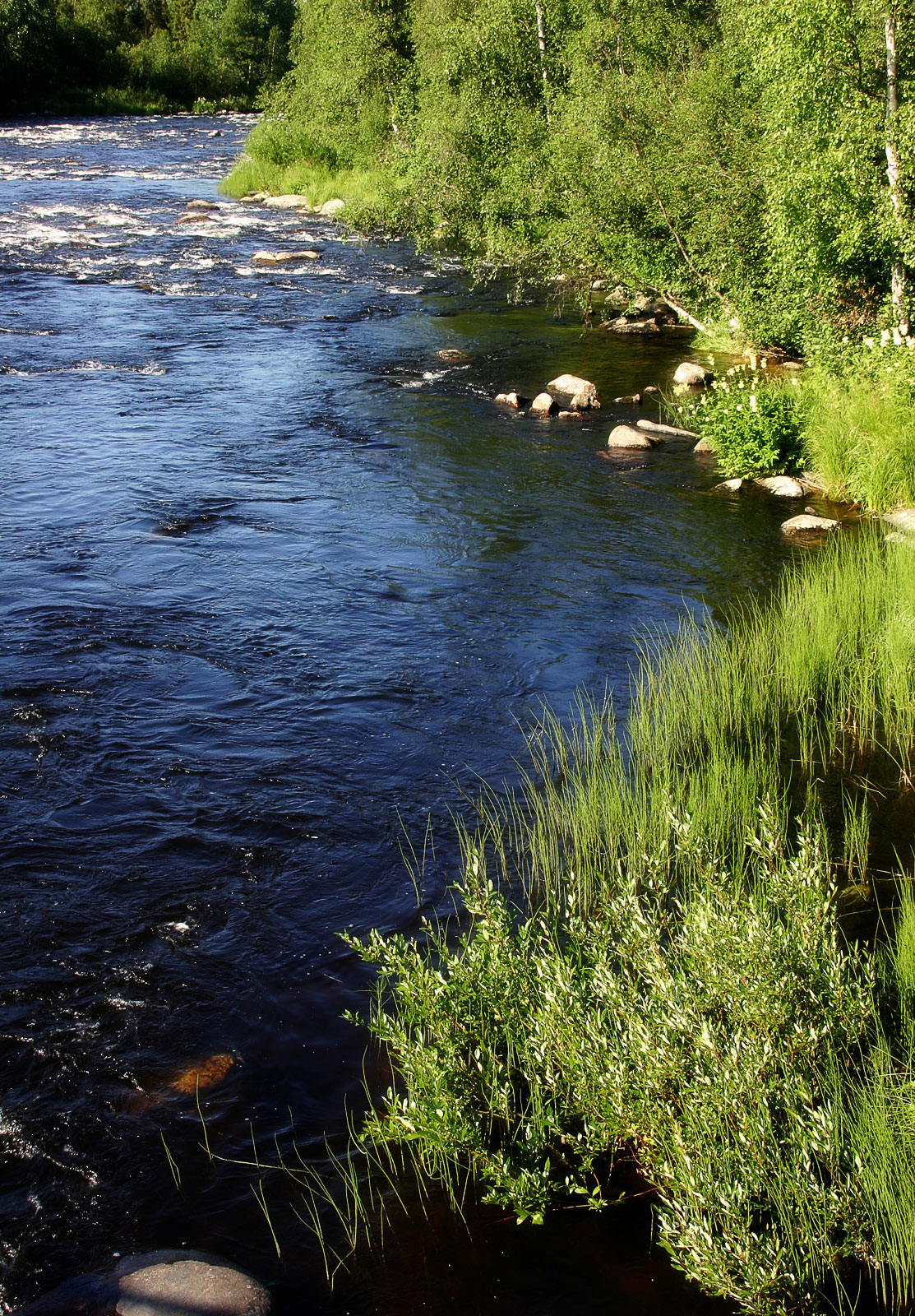
Кох-порог

По данным государственного водного реестра России относится к Баренцево-Беломорскому бассейновому округу, водохозяйственный участок реки — река Нива, включая озеро Имандра. Речной бассейн реки — бассейны рек Кольского полуострова и Карелии.
Код объекта в государственном водном реестре — 02020000312101000009755.